# Обухівська загальноосвітня школа І—ІІІ ступенів № 3
Обухівська загальноосвітня школа І-ІІІ ступенів № 3 — навчальний заклад у м. Обухів імені Худолія Антона Юрійовича Київської області. Заснований у 1981 році. Школою керує відмінник освіти України, вчитель-методист Хоменко Надія Вікторівна.
Матеріально-технічна база: обладнані навчальні кабінети, два комп'ютерні класи, шкільні майстерні та кабінети обслуговуючої праці, актовий зал, стадіон і спортивний зал, басейн.
Навчальний процес здійснює педагогічний колектив в кількості 140 педагогів. Серед них — заслужений вчитель України Ніна Бойко, вчителів-методистів — 18, мають звання «Старший вчитель» — 41, вищу кваліфікаційну категорію — 30, І категорію — 25, ІІ категорію — 3, спеціалістів — 12.
Школа працює над проблемою «Самовдосконалення вчителя та учня. Розвиток їх творчої особистості в умовах розбудови нової школи».
У 2000 році на базі школи розпочато експеримент на тему «Підготовка учнівської молоді до підприємницької діяльності в умовах ринку» (за програмою Міжнародного благодійного фонду «Орієнтир»). Науковим керівником експериментально-дослідної роботи є доктор психологічних наук, професор, завідувач лабораторії профорієнтації Інституту педагогіки і психології професійної освіти АПН України Неоніла Побірченко.
У 2004 році на базі школи проводилась обласна конференція на тему «Економіко-психологічна підготовка школярів до підприємницької діяльності».
У 2006 році на базі школи створено дитячий футбольний клуб «Вікторія».